# 라디키오
라디치오(이탈리아어: radicchio)는 치커리의 재배종이다. 둥근 모양이며, 적색을 띤다.            라디키오가 아니라 라디치오다.

## 사진 갤러리

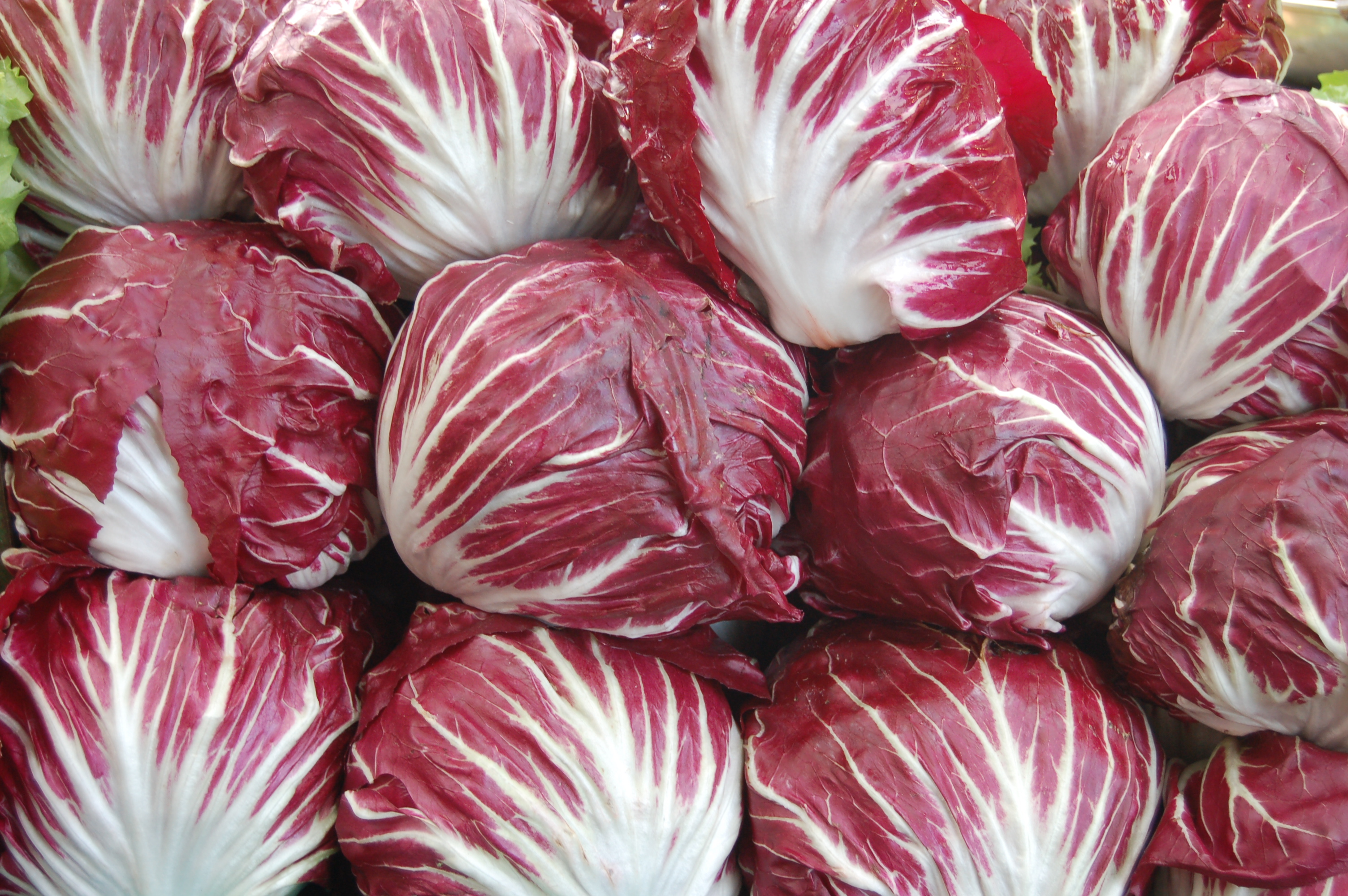
둥근 라디키오
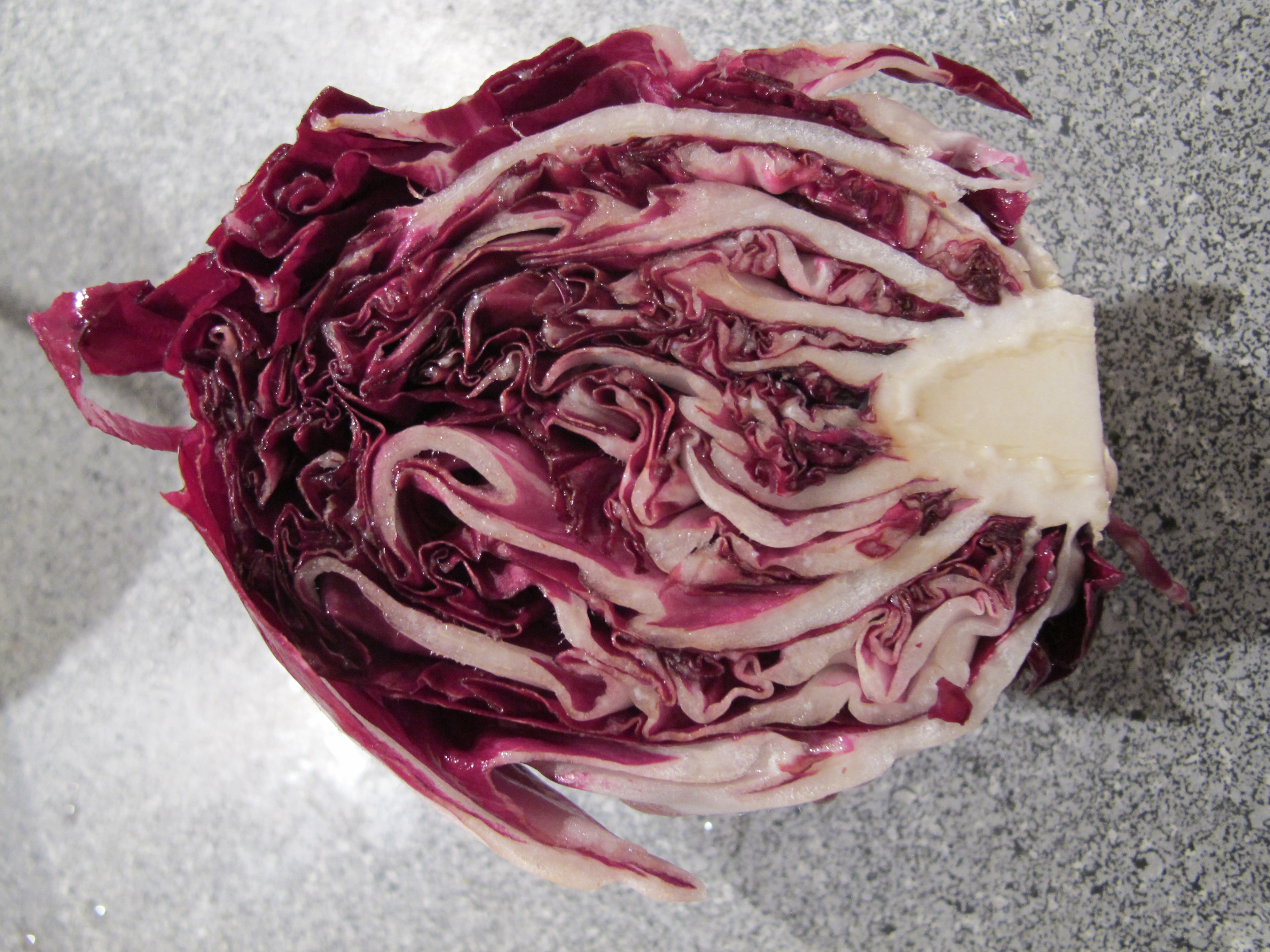
둥근 라디키오 단면
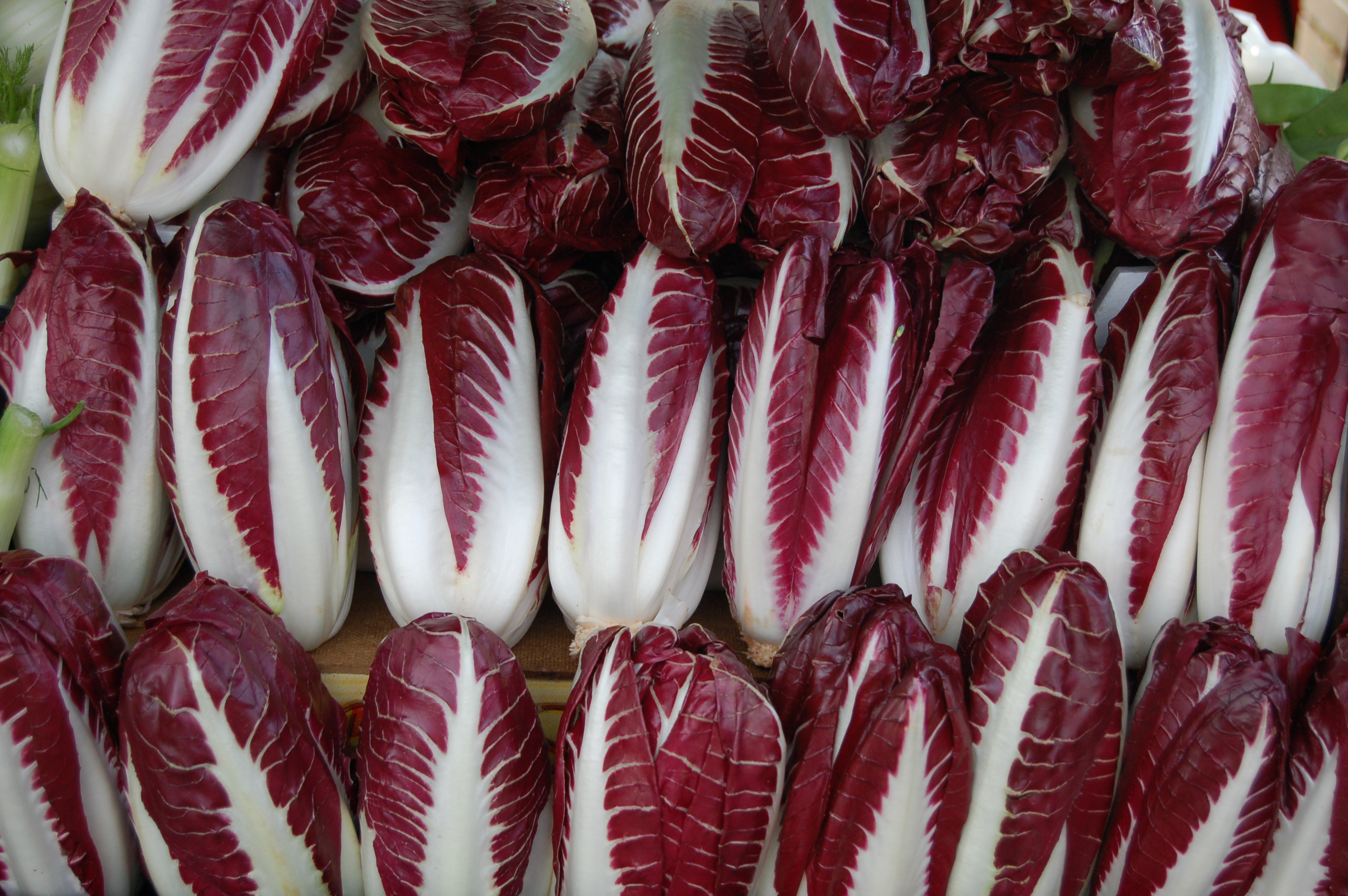
가는 라디키오
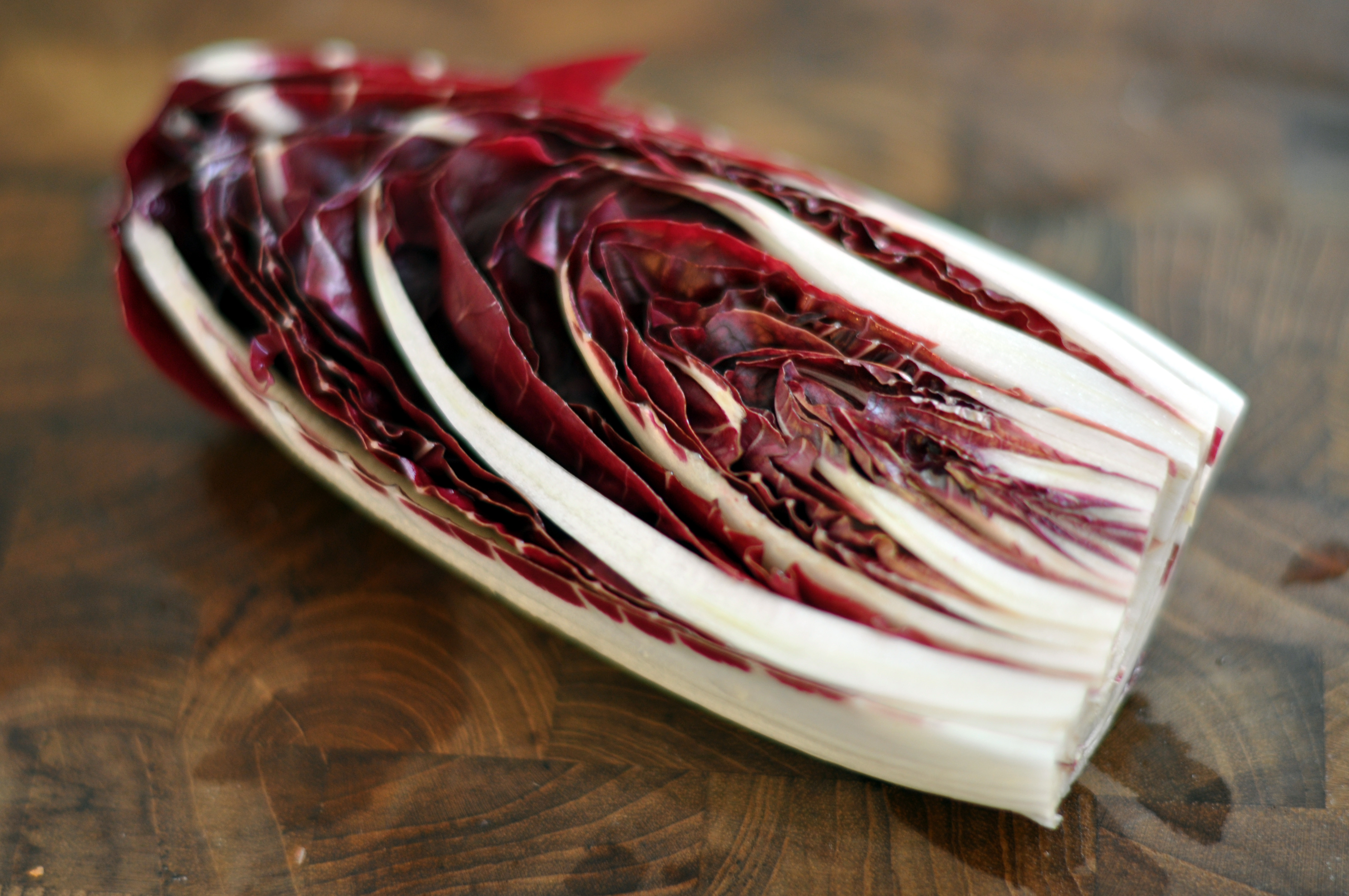
가는 라디키오 단면

## 같이 보기
- 꽃상추